# Luigi Einaudi
Luigi Einaudi   (Carrù, 24 de març de 1874 - Roma, 30 d'octubre de 1961) fou un polític liberal italià, segon president de la República italiana, des de 1948 fins a 1955 i governador del Banc d'Itàlia, des de 1945 fins a 1948.
Llicenciat en Dret, va impartir classes d'Economia i Finances a les universitats de Pisa, Torí i a la Universitat Bocconi de Milà. Va ser nomenat senador vitalici el 1919. Es va mostrar contrari al feixisme des de 1924 i el 1935 va emetre, en el Senat, un vot contrari a l'aprovació de la invasió d'Etiòpia. El 25 de juliol de 1943 va ser designat rector de la universitat de Torí però aquest mateix any va haver d'exiliar-se a Suïssa.
Finalitzada la II Guerra Mundial, Einaudi va ser nomenat governador del Banc d'Itàlia, càrrec que va ocupar des de 1945 a 1948, i va ocupar els càrrecs de vicepresident del consell de ministres i de ministre de finances en el quart govern de Alcide De Gasperi (1947-1948). Va ser el primer President de la República italiana electe conforme al procediment establert en la Constitució que havia estat aprovada mesos abans, Luigi Einaudi va ocupar la presidència des de 1948 fins a 1955.